# علي الميرغني
السيد علي الميرغني (1873-1968م) زعيم ديني وسياسي سوداني. الزعيم الراحل للأسرة الميرغنية المعروفة في مصر والسودان وأريتريا والتي عرفت بقيادة الطريقة الختمية الصوفية استقرت أسرته في كسلا وسواكن وقد ناصبت المهدية العداء وتحالفت مع الحكومة المصرية واستقطبت عدداً من سكان الشرق للطريقة الختمية.

## نسبه
هو السيد علي بن السيد  محمد عثمان الأقرب بن السيد الحسن بن السيد محمد عثمان الميرغني الختم بن السيد محمد بن السيد بكر بن السيد عبد الله الملقب بالمحجوب بن السيد إبراهيم بن السيد حسن بن السيد محمد أمين بن السيد علي بن السيد حسن بن السيد ميرخورد بن السيد حيدر بن السيد حسن بن السيد عبد الله بن السيد علي بن السيد حسن بن السيد حيدر بن السيد ميرخورد بن السيد حسن بن السيد أحمد بن السيد على بن إبراهيم بن السيد يحى بن السيد حسن بن السيد أبي بكر بن السيد على بن السيد محمد بن السيد إسماعيل بن السيد ميرخورد بن السيد البخاري بن السيد عمر بن السيد علي بن السيد عثمان بن السيد عثمان بن السيد الإمام علي التقي بن السيد الإمام الحسن الخالص بن السيد الإمام علي الهادي بن السيد الإمام محمد الجواد بن السيد الإمام علي الرضا بن السيد الإمام موسى الكاظم بن السيد الامام جعفر الصادق بن السيد الامام محمد الباقر بن السيد الإمام على زين العابدين بن سيدنا الامام الحسين بن سيدنا الإمام علي بن أبي طالب كرم الله وجهه وكما أن سيدنا الحسين بن علي هو ابن السيدة فاطمة الزهراء بنت رسول الله صل الله عليه و سلم محمد بن عبد الله صل الله عليه  وآله وصحبه وسلم
. وهو نسب حققه الشيخ مرتضى الزبيدي وأكده وراجعه الجبرتي وأورده في كتابه تاريخ الجبرتي الجزء الثاني[بحاجة لمصدر].

## نسبهم إلى الحسن الخالص
ينتسب المراغنة كما في سلسلة النسب أعلاه إلى الحسن الخالص وهو الحسن العسكري المعروف. وهو الإمام الحادي عشر عند الشيعة وابنه علي التقي المذكور أيضا في السلسلة أعلاه هو نفسه الإمام المهدي الغائب عند الشيعة. والذي يعتقد الشيعة أنه دخل (غاب) في سرداب بيته في سامراء في العراق وهو طفل وأنه يخرج في آخر الزمان. ويجزم الشيعة ألا نسل له. مما أثار بعض الشكوك في صحة نسبهم الشريف.

يعتبر هذا النسب لذرية اسماعيل بن عمر بن علي بن عثمان بن حسين الفاسي خطأا شائعا ورد مثلا في الوثيقة الرصاصية في نسب الجعافرة  وفي نسب السيد احمد البدوي وفي داخل الرابط  يوجد  عدد من المراجع التي صححت هذا الخطا في نسب السيد احمد البدوي وقومت الخطا فيه. وفي علم الانساب يوجد مثل هذا الخطا كثيرا والسبب عادة يكون من سقط في النقل وتشابه الاسماء..ويتم مراجعته بالتدقيق في اصول المشجرات..لذلك فالايحاء ببطلان النسب مع وجود اعلام في علم الانساب افردوا له تحقيقات خاصة بهذا العمود ومن ثم صححوه بادلة واثباتات هو من إلباس السياسة بالتاريخ.

## حياته
ولد السيد على الميرغني في جزيرة مساوي في شمال السودان في تاريخ غير معروف على وجه الدقة وذكر 1870 أو 1880 وهو الأرجح لورود تقرير للمخابرات يقدر عمره بأحد عشرة سنة في عام 1890 وهو تاريخ يوافق وجود والده بديار الشايقية.
وانتقل منها مع والده إلى مدينة كسلا التي بقي بها حتى هجوم الأنصار عليها وخرج منها بعد المعركة إلى مصوع ثم سواكن مع والده محمد عثمان درس المرحلة الابتدائية بمدينة كسلا ثم درس بعض العلوم الإسلامية على يد عمه محمد عثمان تاج السر الميرغني في هذه الأثناء زار والده مصر طلباً للدعم في مواجهة المهدية إلا أنه توفي بها وأصبح قبره بالقاهرة مزاراً صوفياً.

### الرعاية المصرية والإنجليزية
حظيت الأسرة بعناية المخابرات والحكومة الإستعمارية كما ورد في خطاب هولدر سميث مدير مديرية البحر الأحمر إلى السردار: 
«إن الطريقة الختمية ما يزال لها وجود قوي في السودان ومن المتوقع أن يصير هذا الصبي ذا فائدة للحكومة..»
وقد رتبت الحكومة مخصصات مالية للإسرة للصرف على الأتباع والخلفاء بالإضافة لأفراد الأسرة. وقد نال رأس الأسرة محمد عثمان تاج السر النصيب الأكبر منها وقد انتقل نصيبه لعلي الميرغني بعده. وقد شجعت عمه على إرساله للقاهرة حيث مكث لخمس سنين اختلف فيها إلى الأزهر وتوسع في القراءة والإطلاع إلا أنه لم يحصل على درجة رسمية منه. ورغم تعاونه وولاءه الظاهر للحكومة إلا أن المؤرخ أبو سليم يذهب إلى أن ما أُشيع عن كونه ضابطاً في المخابرات وعن عودته في جيش الفتح محض شائعات.

### عودته إلى السودان
بدأت المهدية في الانحسار في شرق السودان بعد سقوط طوكر في 1891 ثم كسلا 1896 فعاد علي الميرغني إلى سواكن ثم انتقل إلى كسلا ثم إلى الخرطوم في عام 1901 (بعد ثلاث سنوات من الاحتلال الإنجليزي المصري للسودان عام 1898). وقد استمر تحالفه مع الحكومة بعد عودته، إذ شجعت الحكومة على توسع ونشر الختمية  لضمان انضمام السودانيين لطريقة «موالية» تحد من نفوذ الطرق الأخرى وتقلل من فرص إعادة إحياء الثورة المهدية. ساعد على ذلك المصاهرات العديدة للمراغنة مع كثير من البيوتات المؤثرة في شمال السودان وهي البيوتات التي تضررت من المهدية كما تضرر المراغنة.
وقد ظهر الدعم الحكومي في وجوه متعددة فبالإضافة إلى الدعم المادي في شكل إعانة مالية مستمرة، أقطعت الحكومة المراغنة عدداً من الأراضي مثل أراضيهم على القاش في كسلا والأراضي شمال كسلا القديمة. كما أقطعته ستة أفدنة على النيل وسط الدواوين الحكومية كتعويض عن أراضٍ نزعتها في بحري. وقد دعمته لتوطيد زعامته على الأسرة والطريقة حيث وقفت إلى جانبه في نزاعه مع أخيه أحمد وهو الخلاف الذي استمر حتى وفاة الأخير في 1928. كما كرّمته الحكومة بالاستجابة لمطالبه ووساطاته وعيّنته على رأس وفد التهنئة عام 1919.
رد الميرغني بالوقوف إلى جانب الحكومة في كل المناسبات، حيث دعمها في الحرب العالمية الأولى وحارب الدعاية التركية التي حاولت إستغلال وضع تركية ك</nowiki>خلافة إسلامية (كما فعل غريمه المهدي أيضاً). وساعدها على تحجيم علي دينار ووقع على خطاب صاغته المخابرات على لسان الميرغني دعته فيه لسحب قواته من الحدود وأمنته جانب الحكومة. مما مكّن الإنجليز من الإعداد لغزو دارفور. ثم اتصل بتدبير من المخابرات أيضاً ب</nowiki>الشريف حسين بن علي وأصلحه مع الأدارسة وشارك في الثورة العربية بالتنسيق مع ونجت باشا </nowiki>المندوب البريطاني السامي في مصر.
عارض علي الميرغني ثورة 1919 في مصر ووقف إلى جانب البريطانيين وأصدر مذكرة بذلك مع عدد من الزعماء السياسيين السودانيين. ثم أدان ثورة اللواء الأبيض سنة 1924 في السودان، وأصدر مع المهدي والهندي جريدة الحضارة بإعانة مالية حكومية استمرت حتى 1938.
حلة خوجلي هي المنطقة التي سكنها السيد علي حين قدم إلى الخرطوم وتوفي فيها. كان سنداً للاتحاديين وعمل معه الرئيس إسماعيل الأزهري ودُفن بمسجده بالخرطوم بحري.
له من الأبناء محمد عثمان الميرغني وأحمد الميرغني وقد خلفه إبنه محمد عثمان الميرغني بن علي الميرغني حفيد محمد عثمان الميرغني الأقرب وهو حفيد مؤسس الطريقة الختمية التي انتشرت من بلاد البرنو غربا وحتى سواحل البحر الأحمر ومن الإسكندرية شمالا حتى بلاد الصومال جنوبا.